# Opéra comique
Den här artikeln handlar om operagenren opéra comique. För operahuset i Paris, se Opéra-Comique.
Opéra comique är en fransk opera med talad dialog. 
Benämningen härstammar från slutet av 1600-talet och avsåg då de komiska sångspel som uppfördes på Théatre Italien i Paris, och från början av 1700-talet även repertoaren på marknadsteatrarna i Pariskvarteren Saint-Germain och Saint-Laurent. Senare blev det en allmän beteckning på de komiska skådespel (comédies en vaudevilles och comédies à ariettes), där musiken ofta lånats och senare även för verk med originalmusik. 
Under 1800-talet kom termen även att beteckna genomkomponerad opera, den första i detta slag anses vara Jules Massenets Manon (1884).